# Cyphura dealbata
Cyphura dealbata är en fjärilsart som beskrevs av Warren. Cyphura dealbata ingår i släktet Cyphura och familjen Uraniidae. Inga underarter finns listade i Catalogue of Life.